# Joseph-Anne de Valbelle de Tourves
Le Président Joseph-Anne de Valbelle, marquis de Tourves, est né en 1648 à Tourves.  Il est le fils de Jean-Baptiste, seigneur de Saint-Symphorien, marquis de Tourves (1678), Conseiller au Parlement de Provence (1637), et d'Anne-Marguerite de Vintimille d'Ollioules de Marseille. Le marquis de Tourves épouse en 1674  à Cereste, Gabrielle de Brancas de Forcalquier.

## Biographie
Joseph-Anne de Valbelle de Tourves, fut reçu le 9 mars 1677, Conseiller au Parlement de Provence en survivance de la charge de son père, puis pourvu, neuf ans plus tard, par lettres données à Versailles le 25 juillet 1686, et reçu le 5 octobre suivant,  Président à mortier en la charge de Jean de Simiane (résignation, à condition de ne présider qu'à 40 ans). En 1719, le roi lui ayant accordé un brevet de Conseiller d'État, il résigna son office de Président à Mortier du Parlement de Provence, en faveur de son fils aîné  Cosme-Maximilien-Marcelin-Louis-Joseph.
Joseph-Anne de Valbelle, marquis de Tourves, comte de Sainte-Tulle, fit bâtir vers la fin du XVIIe siècle  un vaste hôtel, rue Bellegarde, à Aix-en-Provence (actuellement 22-24, rue Mignet), sur l'emplacement d'une très vieille auberge. C'est dans cet hôtel particulier, que le  Maréchal de Valbelle, son arrière-petit-fils, organisait grâce à ses immenses revenus, de somptueuses fêtes galantes, entourés d'encyclopédistes et de philosophes tels que Voltaire, Diderot, d'Alembert ou Rousseau.
Joseph-Anne, marquis de Tourves, mourut le 15 juillet 1722 à Aix-en-Provence, paroisse de Saint-Sauveur, et fut enseveli à Tourves, le lendemain. Le même jour, son cœur et ses entrailles furent ensevelis à Aix, au couvent des Trinitaires, dont il était bienfaiteur et protecteur.

## Famille
Le père Léotard, ainsi que MM. de Fuffi, père et fils, font remonter l'origine des Valbelle aux anciens vicomte de Marseille. La fausseté de la généalogie qu'ils ont fait publier est manifeste. La basse extraction des Valbelle, révélée  par les publications du grand avocat Étienne Bertrand, et du professeur émérite à l'Université de Provence, Monique Cubells, est assez connue pour qu'il soit nécessaire de la rappeler. 